# Вспышка во тьме
«Вспы́шка во тьме» (англ. Nightbreaker) — телевизионный драматический фильм режиссёра Питера Маркла, основанный на реальных событиях проведения ядерных испытаний США в разгар Холодной войны.

## Сюжет
Доктор Александр Браун (Мартин Шин) приезжает в Лас-Вегас, чтобы получить награду за вклад в медицину. К нему обращается инвалид — бывший солдат армии США — и рассказывает, что в 1950-х он был одним из подопытных, на которых испытывали влияние радиации. Оказывается тридцать лет назад молодой военный врач, психиатр Браун (Эмилио Эстевес) участвовал в экспериментах с ядерной бомбой в штате Невада и сам оказался среди тех, кто был на полигоне во время ядерного взрыва. Теперь ему предстоит нелёгкий выбор — выступить ли с порицанием, раскрыв эти сведения, или пойти против совести и опять промолчать.

## В ролях
- Мартин Шин — доктор Александр Браун (в наши дни)
- Эмилио Эстевес — доктор Александр Браун (в прошлом)
- Лиа Томпсон — Салли Мэттьюз
- Мелинда Диллон — Пола Браун
- Джо Пантолиано — сержант Джек Рассел
- Джеймс Маршалл — Барни Иннерман